# ليو فليك
ليو فليك (بالإنجليزية: Lew Flick)‏ هو لاعب كرة قاعدة أمريكي، ولد في 18 فبراير 1915 في بريستول في الولايات المتحدة، وتوفي في 7 ديسمبر 1990 في ويبر في الولايات المتحدة.

## وصلات خارجية
- ليو فليك على موقعبيزبول رفرنس.كوم (الدوري الرئيسي) (الإنجليزية)
- ليو فليك على موقعبيزبول رفرنس.كوم (الدوري الثانوي) (الإنجليزية)